# أمبروز برنسايد

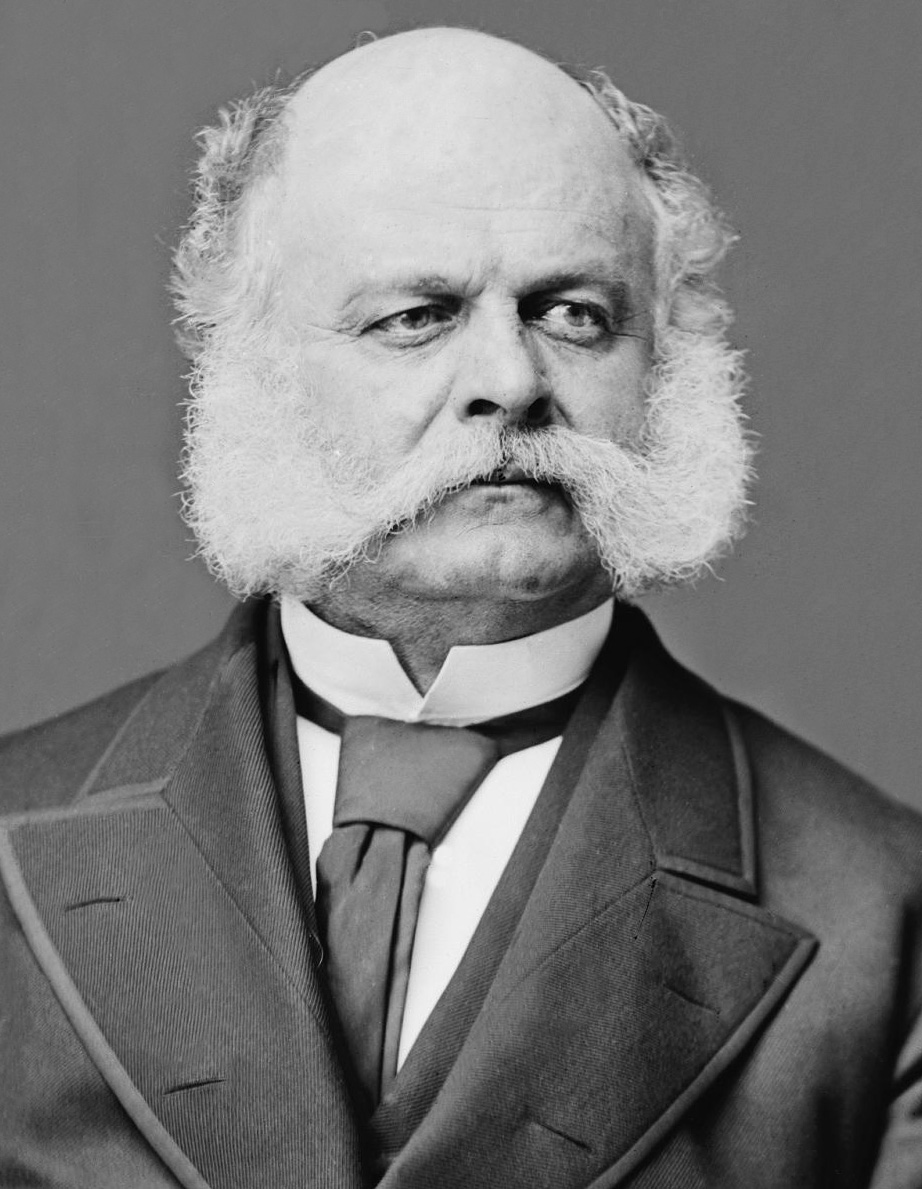
أمبروز برنسايد في عام 1880

أمبروز إيفرت برنسايد (بالإنجليزية:Ambrose Everett Burnside) (ولد في 23 مايو 1824 - 13 سبتمبر 1881) كان عسكريًا أمريكيًا، ومخترع السكك الحديدية التنفيذية، الصناعة، وسياسي من ولاية رود آيلاند، الذي يتولى منصب المحافظ وعضو مجلس الشيوخ الأمريكي. كجنرال جيش الاتحاد في الحرب الأهلية الأمريكية، وتنظيم حملات ناجحة في ولاية كارولينا الشمالية والشرق تينيسي، فضلا عن التصدي لغارات الجنرال الكونفدرالي جون هنت مورغان، لكنه عانت الهزائم الكارثية في معركة رهيبة من فريدريكسبيرغ ومعركة كريتر. له أسلوب مميز من شعر الوجه أصبح يعرف باسم سوالف، مشتقة من اسمه الأخير. كما كان أول رئيس للرابطة الوطنية للبنادق.

## روابط خارجية
- أمبروز برنسايد على موقع الموسوعة البريطانية (الإنجليزية)
- أمبروز برنسايد على موقع إن إن دي بي (الإنجليزية)
- Ambrose E. Burnside in Encyclopedia Virginia
- Burnside's grave
- Civil War Home biography